# Micrasterias papillifera
Micrasterias papillifera là một loài Song tinh tảo trong họ Desmidiaceae, thuộc chi Micrasterias.